# Maciej Stuhr

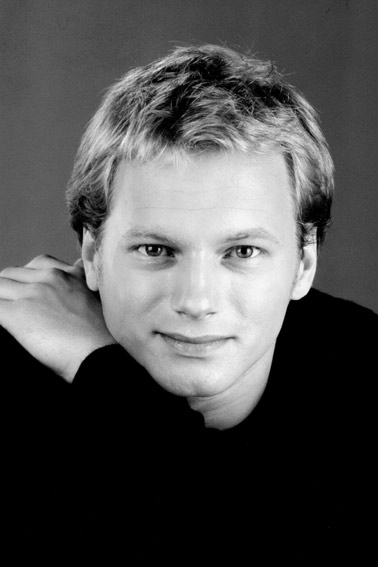
Maciej Stuhr (2008)

Maciej Jerzy Stuhr (* 23. Juni 1975 in Krakau) ist ein polnischer Film- und Theaterschauspieler.

## Leben
Maciej Stuhr, Sohn des Schauspielers und Regisseurs Jerzy Stuhr, hatte sein Filmdebüt bereits als Kind an der Seite seines Vaters in Kieślowskis Dekalog, Zehn.
In der Folge war er Mitbegründer des erfolgreichen Kabarettensembles Po żarcie (1995 bis 1999), deren Texte zum Großteil von ihm stammten. Nach Abschluss eines Psychologiestudiums an der Krakauer Jagiellonen-Universität (1999) wechselte Maciej Stuhr schließlich an die Staatliche Schauspielschule PWST, ebenfalls in Krakau (bis 2003). Er wirkte in der Zeit bereits in diversen Film- und Fernsehfilmen mit – seine schauspielerische Leistung als „Hipolit Wielosławski“ in Vorfrühling, einer Adaption des gleichnamigen Romans von Stefan Żeromski, brachte ihm eine Nominierung für den Polnischen Filmpreis in der Kategorie Bester Nebendarsteller ein.
Maciej Stuhr, der auch als Theaterschauspieler am Dramatischen Theater Warschau tätig ist, moderierte im Jahr 2006 sowohl die Preisverleihung des XXXI. Polnischen Filmfestivals von Gdynia (gemeinsam mit der Fernsehmoderatorin Grażyna Torbicka) als auch die in Warschau stattfindende Verleihung des Europäischen Filmpreises 2006 (gemeinsam mit der französischen Schauspielerin Sophie Marceau). Ebenfalls moderierte er den Europäischen Filmpreis 2016 in Breslau.

## Filmografie (Auswahl)
- 1988: „Piotrek“ in Dekalog, Zehn (Regie: Krzysztof Kieślowski)
- 1997: „Student Ikonowicz“ in Historie miłosne (Liebesgeschichten) (Regie: Jerzy Stuhr)
- 1999: „Kuba Brenner“ in Chłopaki nie płaczą (Jungs weinen nicht) (Regie: Olaf Lubaszenko; externer Link: Informationen zum Film beim Adam-Mickiewicz-Institut (polnisch))
- 2001: „Hipolit Wielosławski“ in Vorfrühling, einer Adaption des gleichnamigen Romans von Stefan Żeromski (Regie: Filip Bajon)
- 2003: „Marcin“ in Pogoda na jutro (Wetter von Morgen) (Regie: Jerzy Stuhr)
- 2004: „Mateusz“ in Wesele (Eine Hochzeit und andere Kuriositäten) (Regie: Wojciech Smarzowski; externer Link: Informationen zum Film beim Adam-Mickiewicz-Institut (polnisch))
- 2008: „Piotrek“ in 33 Szenen aus dem Leben (33 sceny z życia)
- 2012: Pokłosie
- 2014: Bürger (Obywatel)
- 2019: Polizeiruf 110: Tod einer Journalistin
- 2020: The Hater
- 2020–2021: Szadz (Fernsehserie, 16 Folgen)
- 2021: Powrót do tamtych dni
- 2023: Green Border (Zielona granica)